# کونگ رونگ
کونگ رونگ (۱۵۳–۲۰۸) یکی از فرمانداران و وزیران سلسلهٔ هان در دوران پایانی حکومت این سلسله در کشور چین بود. وی از نوادگان کنفسیوس، فیلسوف و دانشمند بزرگ چینی، بوده و خود به عنوان یکی از برجسته‌ترین دانشمندان و حکیمان دوران خود شناخته می‌شود. دربارهٔ او گفته‌اند که در کودکی تمام علوم عصر خود را فراگرفت و از همان دوران هم‌نشین بزرگان علم و خرد بود. با این حال عده ای از معاصرانش بر وی بخاطر ورود به عرصهٔ سیاست و کنار گذاشتن شیوهٔ حکیمان خرده می‌گیرند. اما طرح اندیشه‌های سیاسی او به خوبی بیانگر فلسفهٔ پایان یکپارچگی و آغاز چندپارگی در یک کشور چند صد ساله است که هم‌اکنون نیز در میان فیلسوفان علم سیاست مطرح است.

## حکومت بر ناحیهٔ «بِی‌های»
پس از سرکوب شورش دستار زردها، کونگ رونگ حکومت ناحیهٔ بِی‌های در شمال شرقی چین را در دست گرفت. این ناحیه به دلیل مرز دریایی پهناورش، مهم‌ترین بنادر تجاری شرق چین را شامل می‌شد و علاوه بر تجارت، در صنعت دریانوردی نیز سرآمد بود. بخاطر این موقعیت سوق‌الجیشی، بازماندگان دستار زردها برای احیای جنبش خود به این ناحیه چشم دوختند. در سال ۱۹۰، آغاز دوبارهٔ شورش دستار زردها مهم‌ترین بحرانی بود که کونگ رونگ با آن مواجه شد. شورشیان موفق شدند مقرّ حکومتی بِی‌های را محاصره کنند و بِی‌های در آستانهٔ سقوط قرار گرفت. در این زمان، مبارز دلاوری به نام «تایشی سی» توانست محاصره را شکانده و خود را به کونگ رونگ برساند. تایشی سی که تیرانداز ماهری بود، به کونگ رونگ گفت که مادرش به او امر کرده تا به خدمت امپراتوری درآید و با شورشیان مبارزه کند. بعد از آن تایشی سی در نزد کونگ رونگ سوگند وفاداری یاد کرد، که البته بعدها سرنوشت طور دیگری رقم خورد.
کونگ رونگ که آن زمان شهرت لیو بی را در مبارزه با دستار زردها شنیده بود، به تایشی سی دستور داد تا نزد لیو بی رفته و از او درخواست کمک کند. لیو بی بلافاصله همراه برادران قسم خورده اش، گوآن یو و ژانگ فِی، و سربازانی که اکثراً نیروهای داوطلب مردمی بودند، به بِی‌های لشکر کشید و موفق شد با شکست دادن شورشیان، بِی‌های را از سقوط نجات دهد. کونگ رونگ که خود را مدیون لیو بی می‌دانست، وِی را گرامی داشت و با او طرح دوستی ریخت.

## حملهٔ سائو سائو به ناحیهٔ «ژو»
بعد از آنکه پدر سائو سائو، «سائو سونگ» در ناحیهٔ ژو به دست شورشیان دستار زرد کشته شد، سائو سائو به بهانهٔ انتقام به این ناحیه لشکر کشید. زمانی که سائو سونگ، مهمان «تائو کیان» حاکم ناحیهٔ ژو بود، چند تن از شورشیان سابق دستار زرد که پس از سرکوب این شورش، به خدمت فرماندار امپراتوری، تائو کیان، درآمده بودند، بخاطر انتقام از سائو سائو (که در سرکوب شورش نقش مهمی ایفا کرده بود)، پدر وی را به قتل رساندند. سائو سائو تائو کیان را مقصر قتل پدر خود برشمرد و با سپاهیانش به ژو لشکر کشید. تائو کیان ابتدا تلاش کرد با نامه نگاری و تمنای پوزش، مانع پیش روی سائو سائو شود؛ اما هیچ افاقه نکرد. در آخر، زمانی که به نظر می‌رسید تائو کیان نابود خواهد شد، یکی از مشاورانش به نام «می ژو» به نزد کونگ رونگ رفت و از درخواست کمک کرد.
کونگ رونگ آن زمان تازه از مشکل دستار زردهای بِی‌های خلاص شده بود و قدرت لشکر کشی به ژو را نداشت. به همین خاطر بار دیگر برای لیو بی نامه ای نوشت و با تشریح وضع فجیعی که در نتیجهٔ حملات سائو سائو پیش آمده بود، از او درخواست کمک کرد. تا پیش از آن لیو بی هیچ خصومتی با سائو سائو نداشت و روابط دوستانه ای میان این دو برقرار بود. اما لیو بی که ستمگری‌های سائو سائو را برنمی‌تابید، درخواست کونگ رونگ را پذیرفت و به کمک ژائو یون (که آن زمان در خدمت گونگسان زان قرار داشت) به ژو لشکر کشید. لیو بی که هیچ خوش نداشت با سائو سائو وارد جنگ شود، برای او نامه ای نوشت و درخواست کرد سائو سائو به جنگ پایان دهد. سائو سائو هیچ تمایلی به این کار نداشت، اما با رسیدن اخبار حملات لو بو به مواضعش، مجبور شد جنگ را پایان دهد.

## دوران صدارت سائو سائو
با شکست ائتلاف مخالفان دونگ ژو، اختلافات گسترده‌ای میان رهبران ائتلاف به وجود آمد که مهم‌ترین آن برخوردهایی نظامی میان یوآن شائو و گونگسان زان بود. پس از آنکه یوآن شائو به ناچار با گونگسان زان صلح کرد، برای ارضای عطش کشورگشایی خود به همسایگانش از جمله کونگ رونگ حمله برد. رهبری این تهاجم بر عهدهٔ یوآن تان، پسر بزرگ یوآن شائو، بود. او توانست کونگ رونگ را شکست داده و بِی‌های را اشغال کند.
هم‌زمان پایتخت صحنهٔ درگیری‌های دیگری بود. «لی جو» که پس از کشته شدن دونگ ژو توانسته بود پایتخت را به اشغال خود درآورد، در نبردی با یانگ فِنگ، شکست خورد و قدرت را از دست داد. اما با فرار امپراتور به پایتخت سابق «لویانگ» نتیجه طور دیگری رقم خورد. سائو سائو توانست لویانگ را تصرف کرده و امپراتور را از حملات یانگ فِنگ نجات دهد. این چنین امپراتور، سائو سائو را به نخست‌وزیری برگزید و سائو سائو برای امنیت امپراتوری، دربار را به «ژوچانگ» انتقال داد. این زمان کونگ رونگ که بِی‌های را از دست داده بود، به ژوچانگ رفته و به خدمت دربار امپراتوری درآمد. این آغازی بر خدمت کونگ رونگ در نزد سائو سائو بود که ماندگارترین مناظرات سیاسی این دوران را میان این دو اندیشهٔ سیاسی، پدیدآورد.
یوآن شائو که خود را نسبت به سائو سائو برای نخست‌وزیری شایسته‌تر می‌دید؛ به ژوچانگ لشکر کشید. کونگ رونگ ابتدا کوشید سائو سائو را از جنگ منصرف کند، اما ژون یو نظر دیگری داشت و نخست‌وزیر را به ادامهٔ جنگ ترغیب کرد. کونگ رونگ که به پیروزی نخست‌وزیر امیدی نداشت، پیشنهاد داد برای جلب حمایت لیو بیائو، دانشمندی به نام «می هنگ» را به جینگ بفرستند؛ زیرا معتقد بود لیو بیائو حتماً دعوت دانشمندان را خواهد پذیرفت. می هنگ که اساساً به نخست‌وزیری سائو سائو اعتقادی نداشت، نتوانست لیو بیائو را به اتحاد با نخست‌وزیر راضی کند؛ از این رو جایگاه کونگ رونگ در نظر سائو سائو کمرنگ شد تا اختلافات میان این دو آشکارتر شود.

## مرگ و میراث
پس از شکست یوآن شائو، لیو بیائو نیز درگذشت تا سائو سائو بتواند ناحیهٔ جینگ را هم تصرف کند. پس از جینگ، تنها ناحیه ای که تحت کنترل سائو سائو قرار نداشت، نواحی جنوبی رود یانگ تسه بود که آن زمان «سون کوآن» بر آنها حکم می‌راند. سائو سائو به منظور نابودی ایشان، امپراتور را مجبور کرد در اعلامیه ای سون کوآن را یاغی خوانده تا وی فرصتی برای حمله به جنوب یانگ تسه پیدا کند. این اتفاق شگفتی بسیاری را برانگیخت، زیرا تا آن روز سون کوآن هیچ اقدامی در مخالفت با امپراتوری نکرده بود و کاملاً مشخص بود سائو سائو از این لشکرکشی، هدفی غیر از تعالی امپراتوری داشت.
در حالی که اکثر وزرای دربار از آغاز این جنگ و بازگشت دیکتاتوری دونگ ژو مآبانه در هراس بودند، تنها کونگ رونگ بود که با شجاعت دهان گشود و بر نخست‌وزیر اعتراض کرد. سائو سائو که از مدت‌ها پیش اعتمادش به کونگ رونگ را از دست داده بود، بسیار خشمگین شد و برای ساکت کردن سایر مخالفان، دستور داد کونگ رونگ را با خوراندن سم اعدام کنند. این اقدام سائو سائو، به یکی از جلوه‌های ستم پیشگی او تبدیل شد و نام او را به عنوان یک حاکم مستبد در تاریخ ماندگار کرد.
با این حال پس از مرگ سائو سائو، پسرش سائو پی، یاد کونگ رونگ را گرامی داشت و او را یکی از هفت حکیم جیانآن (فهرست حکیمان پایان هان) خواند. وی همچنین تمام مکالمات و مکاتبات میان سائو سائو و کونگ رونگ را گرد آورد تا یادگاری وزین از مناظرات و هم‌اندیشی‌های سیاستمداران دوران سه پادشاهی بجا بماند.